# 濱田真由
濱田真由（日语：／ Hamada Mayu，1994年1月31日—）是一名日本女子跆拳道運動員，目前所屬於MIKI HOUSE。胞兄濱田康弘、胞弟濱田一誓也都是跆拳道運動員。

## 略歷
因為兄長的影響小學一年級時開始接觸跆拳道運動，進入佐賀縣立高志館高等學校後由前日本代表古賀剛親自指導，並獲得2010年世界青少年跆拳道錦標賽女子49公斤級銅牌，隨後在亞洲區資格賽中脫穎而出，以17歲的年齡獲得2012年夏季奧林匹克運動會參賽資格。隔年從高校畢業，進入BEST AMENITY企業延續跆拳道生涯，並參加2012年夏季奧林匹克運動會跆拳道比賽女子57公斤級比賽，最終在銅牌戰不敵法國運動員馬琳·哈諾伊斯獲得第五名。
2013年，她參加在墨西哥普埃布拉舉行的2013年世界跆拳道錦標賽，於女子57公斤級比賽上一路過關斬將，僅於金牌戰敗給韓國運動員金昭希，獲得銀牌。2014年，為了取得教師資格，她進入德山大學就讀，同年也在2014年亞洲運動會跆拳道比賽女子57公斤級比賽上獲得銀牌。2015年，再度挑戰於俄羅斯車里雅賓斯克舉辦的2015年世界跆拳道錦標賽，這次她成功奪下金牌，也是首位獲得世界跆拳道錦標賽冠軍的日本人。隔年，加入MIKI HOUSE，也代表日本參與2016年夏季奧林匹克運動會女子57公斤級跆拳道比賽，在半準決賽負於埃及運動員海達雅·馬拉克，無緣再上層樓。
2017年，在2017年世界跆拳道錦標賽女子57公斤級比賽上止步半準決賽。2019年，進行了股關節手術。

## 外部連結
- TaekwondoData.com （页面存档备份，存于）